# René Briot
Pour les articles homonymes, voir Briot.
René Briot (Saint-Maurice-sur-Moselle, 30 novembre 1913 - Bussang, 8 octobre 1991), est un militaire français, Compagnon de la Libération. Engagé volontaire des troupes coloniales, il est sous-officier lors du déclenchement de la Seconde Guerre mondiale. Choisissant de poursuivre la lutte contre l'Allemagne, il se rallie à la France libre et participe aux combats du Moyen-Orient, d'Afrique du Nord et d'Italie avant de prendre part à la libération de la France. Il est plus tard engagé dans la guerre d'Indochine avant de quitter l'armée et de finir ses jours dans ses Vosges natales.

## Biographie

### Jeunesse et engagement
Enfant de tisserand, René Briot naît le 30 novembre 1913 à Saint-Maurice-sur-Moselle dans les Vosges. Devenu cultivateur, il passe la première partie de sa vie dans le village voisin de Bussang. Il fait son service militaire en 1934 dans les chasseurs à pied puis décide de s'engager un an plus tard. Affecté au 21e régiment de tirailleurs algériens, il est rapidement promu caporal l'année même de son engagement, puis caporal-chef en 1937 et sergent en 1939.

### Seconde Guerre mondiale
En juillet 1939, il est envoyé au Levant et rejoint les rangs du 24e régiment d'infanterie coloniale en octobre. Après l'armistice du 22 juin 1940, suivant l'exemple de son commandant de compagnie, le capitaine Raphaël Folliot, il décide de s'enfuir en Palestine pour rejoindre les troupes britanniques. Rassemblés au camp de Moascar, les français forment le 1er bataillon d'infanterie de marine. Il participe à la guerre du désert en Libye et est blessé au début de l'année 1941 en traversant un champ de mines. Il refuse cependant d'être évacué et est engagé dans les combats préliminaires au siège de Tobrouk.
Au début du mois de juin, il est, à sa demande, rétrogradé comme caporal afin de pouvoir être muté à la 13e demi-brigade de légion étrangère. Au sein du 1er bataillon de la brigade, il participe à la campagne de Syrie et revient très rapidement son grade de sergent en juillet avant d'être promu sergent-chef en septembre. De retour dans les désert d'Afrique du nord, il participe à la fin de la guerre du désert en Égypte puis en Libye ainsi qu'à la campagne de Tunisie. Compagnon de la Libération par décret du 7 mars 1941, il reçoit sa Croix de la Libération le 10 août 1942 des mains du général de Gaulle lors d'une cérémonie dans le désert égyptien,. Promu adjudant en juillet 1943, il est intégré avec son bataillon au corps expéditionnaire français qui prend part à la campagne d'Italie. Il débarque en Provence en août 1944 et participe à la libération de la France. Il termine la guerre avec le grade d'adjudant-chef.

### Après-guerre
Toujours engagé dans l'armée après la guerre, il est affecté en Afrique-Équatoriale française puis participe à la guerre d'Indochine. Il prend sa retraite militaire en 1953 avec le grade d'adjudant-chef. René Briot meurt le 8 octobre 1991 dans son village de Bussang où il est inhumé.

## Décorations
|  |  |  |
|  |  |  |
|  |  |  |
|  |  |  |

| Chevalier de la Légion d'honneur                                                   | Chevalier de la Légion d'honneur                                                   | Compagnon de la Libération                              | Compagnon de la Libération                              | Médaille militaire                                | Médaille militaire                                |
| Croix de guerre 1939-1945                                                          | Croix de guerre 1939-1945                                                          | Médaille de la Résistance française                     | Médaille de la Résistance française                     | Croix du combattant volontaire de la Résistance   | Croix du combattant volontaire de la Résistance   |
| Médaille coloniale Avec agrafes "Érythrée", "Libye", "Tunisie" et "Extrême-Orient" | Médaille coloniale Avec agrafes "Érythrée", "Libye", "Tunisie" et "Extrême-Orient" | Médaille commémorative française de la guerre 1939-1945 | Médaille commémorative française de la guerre 1939-1945 | Médaille commémorative de la campagne d'Indochine | Médaille commémorative de la campagne d'Indochine |
| Chevalier de l'Ordre du Mérite (Syrie)                                             |                                                                                    |                                                         |                                                         |                                                   |                                                   |